# Élections départementales de 2021 dans le Gard
Les élections départementales de 2021 dans le Gard ont lieu les 20 et 27 juin.

## Contexte départemental

### Assemblée départementale sortante
Avant les élections, le conseil départemental du Gard est présidé par Françoise Laurent-Perrigot (PS). 
Il comprend 46 conseillers départementaux issus des 23 cantons de Gard. 
| Présidente du conseil départemental  |       |       |      |                           |
| Françoise Laurent-Perrigot (PS)      |       |       |      |                           |
| Parti                                | Sigle | Sigle | Élus | Groupes                   |
| Majorité (22 sièges)                 |       |       |      |                           |
| Parti socialiste                     |       | PS    | 7    | Socialistes et apparentés |
| Divers gauche                        |       | DVG   | 6    | Socialistes et apparentés |
| La République en marche              |       | LREM  | 1    | Socialistes et apparentés |
| Parti communiste français            |       | PCF   | 6    | Communistes               |
| Europe Écologie Les Verts            |       | EÉLV  | 2    | Écologiste                |
| Opposition (24 sièges)               |       |       |      |                           |
| Les Républicains                     |       | LR    | 13   | Le bon sens républicain   |
| Union des démocrates et indépendants |       | UDI   | 1    | Le bon sens républicain   |
| Union des démocrates et indépendants |       | UDI   | 6    | UDI et indépendants       |
| Divers droite                        |       | DVD   | 1    | UDI et indépendants       |
| Rassemblement national               |       | RN    | 3    | Rassemblement national    |

## Système électoral
Les élections ont lieu au scrutin majoritaire binominal à deux tours. Le système est paritaire : les candidatures sont présentées sous la forme d'un binôme composé d'une femme et d'un homme avec leurs suppléants (une femme et un homme également).
Pour être élu au premier tour, un binôme doit obtenir la majorité absolue des suffrages exprimés et un nombre de suffrages au moins égal à 25 % des électeurs inscrits. Si aucun binôme n'est élu au premier tour, seuls peuvent se présenter au second tour les binômes qui ont obtenu un nombre de suffrages au moins égal à 12,5 % des électeurs inscrits, sans possibilité pour les binômes de fusionner. Est élu au second tour le binôme qui obtient le plus grand nombre de voix.

## Résultats à l'échelle du département

### Résultats par nuances du ministère de l'Intérieur
Les nuances utilisées par le ministère de l'Intérieur ne tiennent pas compte des alliances locales.
| Binômes                  | Binômes                             | Binômes                  | Premier tour | Premier tour | Premier tour | Second tour | Second tour   | Second tour | Total | +/-           |  |
| Binômes                  | Binômes                             | Binômes                  | Voix         | %            | Sièges       | Voix        | %             | Sièges      | Total | +/-           |  |
| ------------------------ | ----------------------------------- | ------------------------ | ------------ | ------------ | ------------ | ----------- | ------------- | ----------- | ----- | ------------- |  |
|                          | Rassemblement national              | RN                       | 54 782       | 31,50        | 0            | 54 882      | 32,05         | 2           | 2     | 2             |  |
|                          | Union à gauche avec des écologistes | UGE                      | 50 274       | 28,91        | 0            | 56 555      | 33,03         | 18          | 18    | Nv.           |  |
|                          | Union au centre et à droite         | UCD                      | 29 355       | 16,88        | 0            | 28 530      | 16,66         | 12          | 12    | Nv.           |  |
|                          | Divers gauche                       | DVG                      | 16 869       | 9,70         | 2            | 14 341      | 8,38          | 6           | 8     | 2             |  |
|                          | Divers                              | DIV                      | 8 268        | 4,75         | 0            | 9 532       | 5,57          | 2           | 2     | 2             |  |
|                          | Les Républicains                    | LR                       | 7 753        | 4,46         | 0            | 7 394       | 4,32          | 4           | 4     | 4             |  |
|                          | La République en marche             | REM                      | 2 109        | 1,21         | 0            |             |               |             | 0     | Nv.           |  |
|                          | Divers droite                       | DVD                      | 1 853        | 1,07         | 0            | 0           | 2             |             |       |               |  |
|                          | Écologistes                         | ECO                      | 762          | 0,44         | 0            | 0           | en stagnation |             |       |               |  |
|                          | Union du centre                     | UC                       | 1 155        | 0,66         | 0            | 0           | en stagnation |             |       |               |  |
|                          | Droite souverainiste                | DSV                      | 593          | 0,34         | 0            | 0           | en stagnation |             |       |               |  |
|                          |                                     |                          |              |              |              |             |               |             |       |               |  |
| Suffrages exprimés       | Suffrages exprimés                  | Suffrages exprimés       | 173 899      | 95,69        |              | 171 237     | 95,31         |             |       |               |  |
| Votes blancs             | Votes blancs                        | Votes blancs             | 4 893        | 2,69         | 7 575        | 4,14        |               |             |       |               |  |
| Votes nuls               | Votes nuls                          | Votes nuls               | 2 944        | 1,62         | 4 303        | 2,35        |               |             |       |               |  |
| Total                    | Total                               | Total                    | 181 736      | 100          | 2            | 183 115     | 100           | 44          | 46    | en stagnation |  |
| Abstentions              | Abstentions                         | Abstentions              | 361 476      | 66,54        |              | 341 079     | 65,07         |             |       |               |  |
| Inscrits / participation | Inscrits / participation            | Inscrits / participation | 543 212      | 33,46        | 524 194      | 34,93       |               |             |       |               |  |

### Assemblée départementale élue
| Présidente du conseil départemental  |       |       |      |                                       |
| Françoise Laurent-Perrigot (PS)      |       |       |      |                                       |
| Parti                                | Sigle | Sigle | Élus | Groupes                               |
| Majorité (24 sièges)                 |       |       |      |                                       |
| Parti socialiste                     |       | PS    | 8    | Républicain, Socialiste et Écologiste |
| Divers gauche                        |       | DVG   | 7    | Républicain, Socialiste et Écologiste |
| Europe Écologie Les Verts            |       | EÉLV  | 2    | Républicain, Socialiste et Écologiste |
| Parti radical de gauche              |       | PRG   | 1    | Républicain, Socialiste et Écologiste |
| Parti communiste français            |       | PCF   | 6    | Communiste                            |
| Opposition (22 sièges)               |       |       |      |                                       |
| Les Républicains                     |       | LR    | 10   | Le bon sens républicain               |
| Divers droite                        |       | DVD   | 1    | Le bon sens républicain               |
| Union des démocrates et indépendants |       | UDI   | 4    | UDI et indépendants                   |
| Divers droite                        |       | DVD   | 1    | UDI et indépendants                   |
| Divers gauche                        |       | DVG   | 2    | Territoires citoyens                  |
| Sans étiquette                       |       | SE    | 2    | Territoires citoyens                  |
| Rassemblement national               |       | RN    | 2    | Rassemblement national                |

### Élus par canton
| Canton                 | Conseiller Sortant         | Parti | Parti | Conseiller Élu             | Parti | Parti |
| ---------------------- | -------------------------- | ----- | ----- | -------------------------- | ----- | ----- |
| Aigues-Mortes          | Caroline Breschit          |       | UDI   | Laurence Barduca-Fauquet   |       | SE    |
| Aigues-Mortes          | Léopold Rosso              |       | LR    | Robert Crauste             |       | SE    |
| Alès-1                 | Geneviève Blanc            |       | EÉLV  | Jean-Charles Bénézet       |       | UDI   |
| Alès-1                 | Jean-Michel Suau           |       | PCF   | Léa Boyer                  |       | LR    |
| Alès-2                 | Valérie Meunier            |       | LR    | Valérie Meunier            |       | LR    |
| Alès-2                 | Philippe Ribot             |       | UDI   | Philippe Ribot             |       | UDI   |
| Alès-3                 | Frédéric Gras              |       | LR    | Frédéric Gras              |       | LR    |
| Alès-3                 | Marie-Christine Peyric     |       | UDI   | Marie-Christine Peyric     |       | UDI   |
| Bagnols-sur-Cèze       | Sylvie Nicolle             |       | DVG   | Sylvie Nicolle             |       | DVG   |
| Bagnols-sur-Cèze       | Alexandre Pissas           |       | PS    | Alexandre Pissas           |       | PS    |
| Beaucaire              | Sandrine Corbière          |       | RN    | Jean-Pierre Fuster         |       | RN    |
| Beaucaire              | Jean-Pierre Fuster         |       | RN    | Élisabeth Mondet           |       | RN    |
| Calvisson              | Maryse Giannaccini         |       | PS    | Maryse Giannaccini         |       | PS    |
| Calvisson              | Christian Valette          |       | PS    | Marc Larroque              |       | PS    |
| La Grand-Combe         | Isabelle Fardoux-Jouve     |       | PCF   | Isabelle Fardoux-Jouve     |       | PCF   |
| La Grand-Combe         | Patrick Malavieille        |       | PCF   | Patrick Malavieille        |       | PCF   |
| Marguerittes           | Joëlle Murré               |       | UDI   | Valérie Guardiola          |       | DVG   |
| Marguerittes           | William Portal             |       | UDI   | Rémi Nicolas               |       | DVG   |
| Nîmes-1                | Marie-Chantal Barbusse     |       | LR    | Julien Plantier            |       | LR    |
| Nîmes-1                | Thierry Procida            |       | UDI   | Sophie Roulle              |       | LR    |
| Nîmes-2                | Christian Bastid           |       | PCF   | Christian Bastid           |       | PCF   |
| Nîmes-2                | Amal Couvreur              |       | DVG   | Amal Couvreur              |       | DVG   |
| Nîmes-3                | Laurent Burgoa             |       | LR    | Dominique Andrieu-Bonnet   |       | EÉLV  |
| Nîmes-3                | Claude de Girardi          |       | LR    | Vincent Bouget             |       | PCF   |
| Nîmes-4                | Véronique Gardeur-Bancel   |       | LR    | Véronique Gardeur-Bancel   |       | LR    |
| Nîmes-4                | Richard Tibérino           |       | LR    | Richard Tibérino           |       | LR    |
| Pont-Saint-Esprit      | Carole Bergeri             |       | DVG   | Carole Bergeri             |       | DVG   |
| Pont-Saint-Esprit      | Christophe Serre           |       | PS    | Christophe Serre           |       | PS    |
| Quissac                | Olivier Gaillard           |       | DVG   | Olivier Gaillard           |       | DVG   |
| Quissac                | Françoise Laurent-Perrigot |       | PS    | Françoise Laurent-Perrigot |       | PS    |
| Redessan               | Gérard Blanc               |       | DVD   | Gérard Blanc               |       | DVD   |
| Redessan               | Muriel Dherbecourt         |       | LR    | Muriel Dherbecourt         |       | LR    |
| Roquemaure             | Nathalie Nury              |       | PS    | Nathalie Nury              |       | PS    |
| Roquemaure             | Philippe Pécout            |       | LREM  | Patrick Scorsone           |       | PRG   |
| Rousson                | Cathy Chaulet              |       | PCF   | Ghislain Chassary          |       | PCF   |
| Rousson                | Jacky Valy                 |       | PCF   | Cathy Chaulet              |       | PCF   |
| Saint-Gilles           | Huguette Sartre            |       | UDI   | Huguette Sartre            |       | UDI   |
| Saint-Gilles           | Eddy Valadier              |       | LR    | Eddy Valadier              |       | LR    |
| Uzès                   | Denis Bouad                |       | PS    | Denis Bouad                |       | PS    |
| Uzès                   | Bérengère Noguier          |       | EÉLV  | Bérengère Noguier          |       | EÉLV  |
| Vauvert                | Nicolas Meizonnet          |       | RN    | Pascale Fortunat-Deschamps |       | DVG   |
| Vauvert                | Béatrice Pruvot            |       | LR    | Bruno Pascal               |       | PS    |
| Le Vigan               | Martin Delord              |       | DVG   | Martin Delord              |       | DVG   |
| Le Vigan               | Hélène Meunier             |       | DVG   | Hélène Meunier             |       | DVG   |
| Villeneuve-lès-Avignon | Jean-Louis Banino          |       | LR    | Rémy Bachevalier           |       | DVD   |
| Villeneuve-lès-Avignon | Pascale Bories             |       | LR    | Pascale Bories             |       | LR    |

## Résultats par canton
Les binômes sont présentés par ordre décroissant des résultats au premier tour. En cas de victoire au second tour du binôme arrivé en deuxième place au premier, ses résultats sont indiqués en gras. 

### Canton d'Aigues-Mortes
| Candidats                | Candidats                | Partis                   | Nuance                   | Premier tour | Premier tour | Second tour | Second tour |
| Candidats                | Candidats                | Partis                   | Nuance                   | Voix         | %            | Voix        | %           |
| ------------------------ | ------------------------ | ------------------------ | ------------------------ | ------------ | ------------ | ----------- | ----------- |
|                          | Yvette Flaugère          | RN                       | RN                       | 3 367        | 34,29        | 4 518       | 44,21       |
|                          | Anthony Leroy            | RN                       | RN                       | 3 367        | 34,29        | 4 518       | 44,21       |
|                          | Laurence Barduca-Fauquet | SE                       | DIV                      | 2 822        | 28,74        | 5 702       | 55,79       |
|                          | Robert Crauste           | SE                       | DIV                      | 2 822        | 28,74        | 5 702       | 55,79       |
|                          | Caroline Breschit        | UDI                      | UCD                      | 2 224        | 22,65        |             |             |
|                          | Arnaud Fourel            | DVD                      | UCD                      | 2 224        | 22,65        |             |             |
|                          | Isabelle Banabera        | LFI                      | UGE                      | 1 201        | 12,23        |             |             |
|                          | Didier Caire             | EÉLV                     | UGE                      | 1 201        | 12,23        |             |             |
|                          | Geneviève Bourrely       | DLF                      | DSV                      | 205          | 2,09         |             |             |
|                          | Nick Navez               | DLF                      | DSV                      | 205          | 2,09         |             |             |
|                          |                          |                          |                          |              |              |             |             |
| Suffrages exprimés       | Suffrages exprimés       | Suffrages exprimés       | Suffrages exprimés       | 9 819        | 96,46        | 10 220      | 95,13       |
| Votes blancs             | Votes blancs             | Votes blancs             | Votes blancs             | 218          | 2,14         | 340         | 3,16        |
| Votes nuls               | Votes nuls               | Votes nuls               | Votes nuls               | 142          | 1,40         | 183         | 1,70        |
| Total                    | Total                    | Total                    | Total                    | 10 179       | 100          | 10 743      | 100         |
| Abstention               | Abstention               | Abstention               | Abstention               | 19 542       | 65,75        | 18 981      | 63,86       |
| Inscrits / participation | Inscrits / participation | Inscrits / participation | Inscrits / participation | 29 721       | 34,25        | 29 724      | 36,14       |

### Canton d'Alès-1
| Candidats                | Candidats                | Partis                   | Nuance                   | Premier tour | Premier tour | Second tour | Second tour |
| Candidats                | Candidats                | Partis                   | Nuance                   | Voix         | %            | Voix        | %           |
| ------------------------ | ------------------------ | ------------------------ | ------------------------ | ------------ | ------------ | ----------- | ----------- |
|                          | Geneviève Blanc          | EÉLV                     | UGE                      | 2 876        | 42,03        | 3 548       | 49,81       |
|                          | Jean-Michel Suau         | PCF                      | UGE                      | 2 876        | 42,03        | 3 548       | 49,81       |
|                          | Jean-Charles Bénézet     | UDI                      | UCD                      | 1 980        | 28,93        | 3 575       | 50,19       |
|                          | Léa Boyer                | LR                       | UCD                      | 1 980        | 28,93        | 3 575       | 50,19       |
|                          | Christophe Clot          | RN                       | RN                       | 1 841        | 26,90        |             |             |
|                          | Aurélie Wagner           | RN                       | RN                       | 1 841        | 26,90        |             |             |
|                          | Katharina Burki          | SE                       | DIV                      | 146          | 2,13         |             |             |
|                          | Bernard Hoarau           | SE                       | DIV                      | 146          | 2,13         |             |             |
|                          |                          |                          |                          |              |              |             |             |
| Suffrages exprimés       | Suffrages exprimés       | Suffrages exprimés       | Suffrages exprimés       | 6 843        | 96,42        | 7 123       | 92,39       |
| Votes blancs             | Votes blancs             | Votes blancs             | Votes blancs             | 169          | 2,38         | 339         | 4,40        |
| Votes nuls               | Votes nuls               | Votes nuls               | Votes nuls               | 85           | 1,20         | 248         | 3,22        |
| Total                    | Total                    | Total                    | Total                    | 7 097        | 100          | 7 710       | 100         |
| Abstention               | Abstention               | Abstention               | Abstention               | 16 373       | 69,76        | 15 764      | 67,16       |
| Inscrits / participation | Inscrits / participation | Inscrits / participation | Inscrits / participation | 23 470       | 30,24        | 23 474      | 32,84       |

### Canton d'Alès-2
| Candidats                | Candidats                | Partis                   | Nuance                   | Premier tour | Premier tour | Second tour | Second tour |
| Candidats                | Candidats                | Partis                   | Nuance                   | Voix         | %            | Voix        | %           |
| ------------------------ | ------------------------ | ------------------------ | ------------------------ | ------------ | ------------ | ----------- | ----------- |
|                          | Claude Cerpédes          | PCF                      | UGE                      | 2 463        | 37,14        | 3 271       | 46,78       |
|                          | Christiane Thomas        | PS                       | UGE                      | 2 463        | 37,14        | 3 271       | 46,78       |
|                          | Valérie Meunier          | LR                       | UCD                      | 2 429        | 36,63        | 3 721       | 53,22       |
|                          | Philippe Ribot           | UDI                      | UCD                      | 2 429        | 36,63        | 3 721       | 53,22       |
|                          | Francis Bassier          | RN                       | RN                       | 1 740        | 26,24        |             |             |
|                          | Martine Le Bourdiec      | RN                       | RN                       | 1 740        | 26,24        |             |             |
|                          |                          |                          |                          |              |              |             |             |
| Suffrages exprimés       | Suffrages exprimés       | Suffrages exprimés       | Suffrages exprimés       | 6 632        | 96,31        | 6 992       | 93,21       |
| Votes blancs             | Votes blancs             | Votes blancs             | Votes blancs             | 163          | 2,37         | 326         | 4,35        |
| Votes nuls               | Votes nuls               | Votes nuls               | Votes nuls               | 91           | 1,32         | 183         | 2,44        |
| Total                    | Total                    | Total                    | Total                    | 6 886        | 100          | 7 501       | 100         |
| Abstention               | Abstention               | Abstention               | Abstention               | 14 348       | 67,57        | 13 736      | 64,68       |
| Inscrits / participation | Inscrits / participation | Inscrits / participation | Inscrits / participation | 21 234       | 32,43        | 21 237      | 35,32       |

### Canton d'Alès-3
| Candidats                | Candidats                | Partis                   | Nuance                   | Premier tour | Premier tour | Second tour | Second tour |
| Candidats                | Candidats                | Partis                   | Nuance                   | Voix         | %            | Voix        | %           |
| ------------------------ | ------------------------ | ------------------------ | ------------------------ | ------------ | ------------ | ----------- | ----------- |
|                          | Frédéric Gras            | LR                       | UCD                      | 2 376        | 39,48        | 3 869       | 62,31       |
|                          | Marie-Christine Peyric   | UDI                      | UCD                      | 2 376        | 39,48        | 3 869       | 62,31       |
|                          | Evelyne Herbeau          | LFI                      | UGE                      | 1 781        | 29,59        | 2 340       | 37,69       |
|                          | Jean-Michel Perret       | DVG                      | UGE                      | 1 781        | 29,59        | 2 340       | 37,69       |
|                          | Bruno Guisset            | RN                       | RN                       | 1 508        | 25,06        |             |             |
|                          | Christiane Richard       | RN                       | RN                       | 1 508        | 25,06        |             |             |
|                          | Lionel Couderc           | DVD                      | DVD                      | 228          | 3,79         |             |             |
|                          | Nathalie Sussel          | DVD                      | DVD                      | 228          | 3,79         |             |             |
|                          | Sébastien Brothier       | SE                       | DIV                      | 125          | 2,08         |             |             |
|                          | Alice Gorget             | SE                       | DIV                      | 125          | 2,08         |             |             |
|                          |                          |                          |                          |              |              |             |             |
| Suffrages exprimés       | Suffrages exprimés       | Suffrages exprimés       | Suffrages exprimés       | 6 018        | 94,47        | 6 209       | 92,20       |
| Votes blancs             | Votes blancs             | Votes blancs             | Votes blancs             | 176          | 2,76         | 338         | 5,02        |
| Votes nuls               | Votes nuls               | Votes nuls               | Votes nuls               | 176          | 2,76         | 187         | 2,78        |
| Total                    | Total                    | Total                    | Total                    | 6 370        | 100          | 6 734       | 100         |
| Abstention               | Abstention               | Abstention               | Abstention               | 14 085       | 68,86        | 13 723      | 67,08       |
| Inscrits / participation | Inscrits / participation | Inscrits / participation | Inscrits / participation | 20 455       | 31,14        | 20 457      | 32,92       |

### Canton de Bagnols-sur-Cèze
| Candidats                | Candidats                | Partis                   | Nuance                   | Premier tour | Premier tour | Second tour | Second tour |
| Candidats                | Candidats                | Partis                   | Nuance                   | Voix         | %            | Voix        | %           |
| ------------------------ | ------------------------ | ------------------------ | ------------------------ | ------------ | ------------ | ----------- | ----------- |
|                          | Corine Martin            | RN                       | RN                       | 2 530        | 36,52        | 3 460       | 46,71       |
|                          | Jean-Louis Morelli       | RN                       | RN                       | 2 530        | 36,52        | 3 460       | 46,71       |
|                          | Sylvie Nicolle           | DVG                      | DVG                      | 1 892        | 27,31        | 3 947       | 53,29       |
|                          | Alexandre Pissas         | PS                       | DVG                      | 1 892        | 27,31        | 3 947       | 53,29       |
|                          | Claude Roux              | MR                       | UC                       | 1 155        | 16,67        |             |             |
|                          | Maria Seube              | DVC                      | UC                       | 1 155        | 16,67        |             |             |
|                          | Béatrice Talmant         | SE                       | DIV                      | 614          | 8,86         |             |             |
|                          | Thierry Vincent          | SE                       | DIV                      | 614          | 8,86         |             |             |
|                          | Marie-Françoise Combin   | DVG                      | DVG                      | 611          | 8,82         |             |             |
|                          | Christian Roux           | PRG                      | DVG                      | 611          | 8,82         |             |             |
|                          | Christophe Prévost       | GJ                       | GJ                       | 126          | 1,82         |             |             |
|                          | Antoinette Walkowiak     | GJ                       | GJ                       | 126          | 1,82         |             |             |
|                          |                          |                          |                          |              |              |             |             |
| Suffrages exprimés       | Suffrages exprimés       | Suffrages exprimés       | Suffrages exprimés       | 6 928        | 95,37        | 7 407       | 93,51       |
| Votes blancs             | Votes blancs             | Votes blancs             | Votes blancs             | 198          | 2,73         | 307         | 3,88        |
| Votes nuls               | Votes nuls               | Votes nuls               | Votes nuls               | 138          | 1,90         | 207         | 2,61        |
| Total                    | Total                    | Total                    | Total                    | 7 264        | 100          | 7 921       | 100         |
| Abstention               | Abstention               | Abstention               | Abstention               | 14 489       | 66,61        | 13 835      | 63,59       |
| Inscrits / participation | Inscrits / participation | Inscrits / participation | Inscrits / participation | 21 753       | 33,39        | 21 756      | 36,41       |

### Canton de Beaucaire
| Candidats                | Candidats                 | Partis                   | Nuance                   | Premier tour | Premier tour | Second tour | Second tour |
| Candidats                | Candidats                 | Partis                   | Nuance                   | Voix         | %            | Voix        | %           |
| ------------------------ | ------------------------- | ------------------------ | ------------------------ | ------------ | ------------ | ----------- | ----------- |
|                          | Jean-Pierre Fuster,       | RN                       | RN                       | 4 448        | 51,72        | 5 089       | 57,06       |
|                          | Élisabeth Mondet          | RN                       | RN                       | 4 448        | 51,72        | 5 089       | 57,06       |
|                          | Catherine Climent         | DVG                      | DIV                      | 1 520        | 17,67        | 3 830       | 42,94       |
|                          | Frédéric Étienne          | DVG                      | DIV                      | 1 520        | 17,67        | 3 830       | 42,94       |
|                          | Marie-France Labbé-Amiard | DVG                      | UGE                      | 1 508        | 17,53        |             |             |
|                          | Jean-François Milesi      | PCF                      | UGE                      | 1 508        | 17,53        |             |             |
|                          | Christophe André          | DVD                      | UCD                      | 1 124        | 13,07        |             |             |
|                          | Cécile Calamel            | DVD                      | UCD                      | 1 124        | 13,07        |             |             |
|                          |                           |                          |                          |              |              |             |             |
| Suffrages exprimés       | Suffrages exprimés        | Suffrages exprimés       | Suffrages exprimés       | 8 600        | 96,07        | 8 919       | 94,19       |
| Votes blancs             | Votes blancs              | Votes blancs             | Votes blancs             | 218          | 2,44         | 354         | 3,74        |
| Votes nuls               | Votes nuls                | Votes nuls               | Votes nuls               | 134          | 1,50         | 196         | 2,07        |
| Total                    | Total                     | Total                    | Total                    | 8 952        | 100          | 9 469       | 100         |
| Abstention               | Abstention                | Abstention               | Abstention               | 17 279       | 65,87        | 16 765      | 63,91       |
| Inscrits / participation | Inscrits / participation  | Inscrits / participation | Inscrits / participation | 26 231       | 34,13        | 26 234      | 36,09       |

### Canton de Calvisson
| Candidats                | Candidats                     | Partis                   | Nuance                   | Premier tour | Premier tour | Second tour | Second tour |
| Candidats                | Candidats                     | Partis                   | Nuance                   | Voix         | %            | Voix        | %           |
| ------------------------ | ----------------------------- | ------------------------ | ------------------------ | ------------ | ------------ | ----------- | ----------- |
|                          | Maryse Giannaccini            | PS                       | UGE                      | 3 941        | 42,85        | 5 639       | 61,02       |
|                          | Marc Larroque                 | PS                       | UGE                      | 3 941        | 42,85        | 5 639       | 61,02       |
|                          | Owen Godard                   | RN                       | RN                       | 3 012        | 32,75        | 3 602       | 38,98       |
|                          | Sherley Stobiac               | RN                       | RN                       | 3 012        | 32,75        | 3 602       | 38,98       |
|                          | Jean-François Durand-Coutelle | LR                       | UCD                      | 1 847        | 20,08        |             |             |
|                          | Éline Liron                   | LR                       | UCD                      | 1 847        | 20,08        |             |             |
|                          | Corinne Hahonou               | SE                       | DIV                      | 398          | 4,33         |             |             |
|                          | Alain Verrun                  | SE                       | DIV                      | 398          | 4,33         |             |             |
|                          |                               |                          |                          |              |              |             |             |
| Suffrages exprimés       | Suffrages exprimés            | Suffrages exprimés       | Suffrages exprimés       | 9 198        | 95,63        | 9 241       | 93,92       |
| Votes blancs             | Votes blancs                  | Votes blancs             | Votes blancs             | 296          | 3,08         | 409         | 4,16        |
| Votes nuls               | Votes nuls                    | Votes nuls               | Votes nuls               | 124          | 1,29         | 189         | 1,92        |
| Total                    | Total                         | Total                    | Total                    | 9 618        | 100          | 9 839       | 100         |
| Abstention               | Abstention                    | Abstention               | Abstention               | 17 060       | 63,95        | 16 842      | 63,12       |
| Inscrits / participation | Inscrits / participation      | Inscrits / participation | Inscrits / participation | 26 678       | 36,05        | 26 681      | 36,88       |

### Canton de La Grand-Combe
| Candidats                | Candidats                 | Partis                   | Nuance                   | Premier tour | Premier tour | Second tour | Second tour |
| Candidats                | Candidats                 | Partis                   | Nuance                   | Voix         | %            | Voix        | %           |
| ------------------------ | ------------------------- | ------------------------ | ------------------------ | ------------ | ------------ | ----------- | ----------- |
|                          | Isabelle Fardoux-Jouve    | PCF                      | UGE                      | 3 731        | 62,73        | 4 713       | 74,45       |
|                          | Patrick Malavieille       | PCF                      | UGE                      | 3 731        | 62,73        | 4 713       | 74,45       |
|                          | Marie-Ange Jardin         | RN                       | RN                       | 1 192        | 20,04        | 1 617       | 25,55       |
|                          | Jean-Michel Martin        | RN                       | RN                       | 1 192        | 20,04        | 1 617       | 25,55       |
|                          | Monique Crespon-Lherisson | LR                       | UCD                      | 1 025        | 17,23        |             |             |
|                          | Jacques Pépin             | LR                       | UCD                      | 1 025        | 17,23        |             |             |
|                          |                           |                          |                          |              |              |             |             |
| Suffrages exprimés       | Suffrages exprimés        | Suffrages exprimés       | Suffrages exprimés       | 5 948        | 96,00        | 6 330       | 93,31       |
| Votes blancs             | Votes blancs              | Votes blancs             | Votes blancs             | 165          | 2,66         | 274         | 4,04        |
| Votes nuls               | Votes nuls                | Votes nuls               | Votes nuls               | 83           | 1,34         | 180         | 2,65        |
| Total                    | Total                     | Total                    | Total                    | 6 196        | 100          | 6 784       | 100         |
| Abstention               | Abstention                | Abstention               | Abstention               | 10 365       | 62,59        | 9 772       | 59,02       |
| Inscrits / participation | Inscrits / participation  | Inscrits / participation | Inscrits / participation | 16 561       | 37,41        | 16 556      | 40,98       |

### Canton de Marguerittes
| Candidats                | Candidats                | Partis                   | Nuance                   | Premier tour | Premier tour | Second tour | Second tour |
| Candidats                | Candidats                | Partis                   | Nuance                   | Voix         | %            | Voix        | %           |
| ------------------------ | ------------------------ | ------------------------ | ------------------------ | ------------ | ------------ | ----------- | ----------- |
|                          | Viviane Tisseur          | RN                       | RN                       | 3 298        | 35,85        | 4 295       | 45,10       |
|                          | Stéphane Vidal           | RN                       | RN                       | 3 298        | 35,85        | 4 295       | 45,10       |
|                          | Valérie Guardiola        | DVG                      | DVG                      | 2 212        | 24,05        | 5 228       | 54,90       |
|                          | Rémi Nicolas             | DVG                      | DVG                      | 2 212        | 24,05        | 5 228       | 54,90       |
|                          | Jean-Jacques Granat      | LR                       | UCD                      | 2 207        | 23,99        |             |             |
|                          | Marie-Pierre Tronc       | LR                       | UCD                      | 2 207        | 23,99        |             |             |
|                          | Julie Claverie           | LFI                      | UGE                      | 1 482        | 16,11        |             |             |
|                          | Délio Sanchez            | ÉCO                      | UGE                      | 1 482        | 16,11        |             |             |
|                          |                          |                          |                          |              |              |             |             |
| Suffrages exprimés       | Suffrages exprimés       | Suffrages exprimés       | Suffrages exprimés       | 9 199        | 96,97        | 9 523       | 95,24       |
| Votes blancs             | Votes blancs             | Votes blancs             | Votes blancs             | 180          | 1,90         | 307         | 3,07        |
| Votes nuls               | Votes nuls               | Votes nuls               | Votes nuls               | 107          | 1,13         | 169         | 1,69        |
| Total                    | Total                    | Total                    | Total                    | 9 486        | 100          | 9 999       | 100         |
| Abstention               | Abstention               | Abstention               | Abstention               | 20 773       | 68,65        | 20 266      | 66,96       |
| Inscrits / participation | Inscrits / participation | Inscrits / participation | Inscrits / participation | 30 259       | 31,35        | 30 265      | 33,04       |

### Canton de Nîmes-1
| Candidats                | Candidats                | Partis                   | Nuance                   | Premier tour | Premier tour | Second tour | Second tour |
| Candidats                | Candidats                | Partis                   | Nuance                   | Voix         | %            | Voix        | %           |
| ------------------------ | ------------------------ | ------------------------ | ------------------------ | ------------ | ------------ | ----------- | ----------- |
|                          | Julien Plantier          | LR                       | LR                       | 2 761        | 31,96        | 4 962       | 58,15       |
|                          | Sophie Roulle            | LR                       | LR                       | 2 761        | 31,96        | 4 962       | 58,15       |
|                          | Marianne Bernède         | G·s                      | UGE                      | 2 669        | 30,89        | 3 571       | 41,85       |
|                          | Bruno Vasa               | EÉLV                     | UGE                      | 2 669        | 30,89        | 3 571       | 41,85       |
|                          | Laenny Brito de Sousa    | RN                       | RN                       | 1 730        | 20,03        |             |             |
|                          | Georges Pigeonneau       | RN                       | RN                       | 1 730        | 20,03        |             |             |
|                          | Audrey Carbo             | DVD                      | UCD                      | 1 345        | 15,57        |             |             |
|                          | Thierry Procida          | UDI                      | UCD                      | 1 345        | 15,57        |             |             |
|                          | Jacques Armando          | DLF                      | DSV                      | 134          | 1,55         |             |             |
|                          | Brigitte Guérenne        | DLF                      | DSV                      | 134          | 1,55         |             |             |
|                          |                          |                          |                          |              |              |             |             |
| Suffrages exprimés       | Suffrages exprimés       | Suffrages exprimés       | Suffrages exprimés       | 8 639        | 96,64        | 8 533       | 92,18       |
| Votes blancs             | Votes blancs             | Votes blancs             | Votes blancs             | 196          | 2,19         | 475         | 5,13        |
| Votes nuls               | Votes nuls               | Votes nuls               | Votes nuls               | 104          | 1,16         | 249         | 2,69        |
| Total                    | Total                    | Total                    | Total                    | 8 939        | 100          | 9 257       | 100         |
| Abstention               | Abstention               | Abstention               | Abstention               | 17 678       | 66,42        | 17 363      | 65,23       |
| Inscrits / participation | Inscrits / participation | Inscrits / participation | Inscrits / participation | 26 617       | 33,58        | 26 620      | 34,77       |

### Canton de Nîmes-2
| Candidats                | Candidats                | Partis                   | Nuance                   | Premier tour | Premier tour | Second tour | Second tour |
| Candidats                | Candidats                | Partis                   | Nuance                   | Voix         | %            | Voix        | %           |
| ------------------------ | ------------------------ | ------------------------ | ------------------------ | ------------ | ------------ | ----------- | ----------- |
|                          | Christian Bastid         | PCF                      | UGE                      | 2 113        | 44,18        | 3 114       | 61,29       |
|                          | Amal Couvreur            | DVG                      | UGE                      | 2 113        | 44,18        | 3 114       | 61,29       |
|                          | Laurence Gardet          | RN                       | RN                       | 1 488        | 31,11        | 1 967       | 38,71       |
|                          | Yoann Gillet             | RN                       | RN                       | 1 488        | 31,11        | 1 967       | 38,71       |
|                          | Carole Solana            | LR                       | LR                       | 1 182        | 24,71        |             |             |
|                          | Marc Taulelle            | LR                       | LR                       | 1 182        | 24,71        |             |             |
|                          |                          |                          |                          |              |              |             |             |
| Suffrages exprimés       | Suffrages exprimés       | Suffrages exprimés       | Suffrages exprimés       | 4 783        | 96,06        | 5 081       | 93,76       |
| Votes blancs             | Votes blancs             | Votes blancs             | Votes blancs             | 119          | 2,39         | 213         | 3,93        |
| Votes nuls               | Votes nuls               | Votes nuls               | Votes nuls               | 77           | 1,55         | 125         | 2,31        |
| Total                    | Total                    | Total                    | Total                    | 4 979        | 100          | 5 419       | 100         |
| Abstention               | Abstention               | Abstention               | Abstention               | 14 853       | 74,89        | 14 424      | 72,69       |
| Inscrits / participation | Inscrits / participation | Inscrits / participation | Inscrits / participation | 19 832       | 25,11        | 19 843      | 27,31       |

### Canton de Nîmes-3
| Candidats                | Candidats                | Partis                   | Nuance                   | Premier tour | Premier tour | Second tour | Second tour |
| Candidats                | Candidats                | Partis                   | Nuance                   | Voix         | %            | Voix        | %           |
| ------------------------ | ------------------------ | ------------------------ | ------------------------ | ------------ | ------------ | ----------- | ----------- |
|                          | Dominique Andrieu-Bonnet | EÉLV                     | UGE                      | 2 110        | 34,72        | 3 768       | 64,04       |
|                          | Vincent Bouget           | PCF                      | UGE                      | 2 110        | 34,72        | 3 768       | 64,04       |
|                          | Sabine Adam              | RN                       | RN                       | 1 402        | 23,07        | 2 116       | 35,96       |
|                          | Abderzak Berkani         | RN                       | RN                       | 1 402        | 23,07        | 2 116       | 35,96       |
|                          | Laurent Burgoa           | LR                       | LR                       | 1 339        | 22,03        |             |             |
|                          | Claude de Girardi        | LR                       | LR                       | 1 339        | 22,03        |             |             |
|                          | Valérie Rouverand        | LREM                     | REM                      | 885          | 14,56        |             |             |
|                          | Pierre-Édouard Thibaud   | DVC                      | REM                      | 885          | 14,56        |             |             |
|                          | Morgane Goasguen         | ÉCO                      | ECO                      | 341          | 5,61         |             |             |
|                          | Zakaria Moukite          | ÉCO                      | ECO                      | 341          | 5,61         |             |             |
|                          |                          |                          |                          |              |              |             |             |
| Suffrages exprimés       | Suffrages exprimés       | Suffrages exprimés       | Suffrages exprimés       | 6 077        | 96,66        | 5 884       | 91,42       |
| Votes blancs             | Votes blancs             | Votes blancs             | Votes blancs             | 119          | 1,89         | 372         | 5,78        |
| Votes nuls               | Votes nuls               | Votes nuls               | Votes nuls               | 91           | 1,45         | 180         | 2,80        |
| Total                    | Total                    | Total                    | Total                    | 6 287        | 100          | 6 436       | 100         |
| Abstention               | Abstention               | Abstention               | Abstention               | 15 436       | 71,06        | 15 291      | 70,38       |
| Inscrits / participation | Inscrits / participation | Inscrits / participation | Inscrits / participation | 21 723       | 28,94        | 21 727      | 29,62       |

### Canton de Nîmes-4
| Candidats                | Candidats                | Partis                   | Nuance                   | Premier tour | Premier tour | Second tour | Second tour |
| Candidats                | Candidats                | Partis                   | Nuance                   | Voix         | %            | Voix        | %           |
| ------------------------ | ------------------------ | ------------------------ | ------------------------ | ------------ | ------------ | ----------- | ----------- |
|                          | Fatima El Hadi           | PS                       | UGE                      | 1 446        | 33,79        | 2 020       | 45,37       |
|                          | François Séguy           | LFI                      | UGE                      | 1 446        | 33,79        | 2 020       | 45,37       |
|                          | Véronique Gardeur-Bancel | LR                       | LR                       | 1 342        | 31,36        | 2 432       | 54,63       |
|                          | Richard Tibérino         | LR                       | LR                       | 1 342        | 31,36        | 2 432       | 54,63       |
|                          | Dany Dos Santos Paiva    | RN                       | RN                       | 1 294        | 30,23        |             |             |
|                          | Florence Dumas           | RN                       | RN                       | 1 294        | 30,23        |             |             |
|                          | Jérome Chadouli          | SE                       | DIV                      | 198          | 4,63         |             |             |
|                          | Nora Makran              | SE                       | DIV                      | 198          | 4,63         |             |             |
|                          |                          |                          |                          |              |              |             |             |
| Suffrages exprimés       | Suffrages exprimés       | Suffrages exprimés       | Suffrages exprimés       | 4 280        | 95,01        | 4 452       | 91,17       |
| Votes blancs             | Votes blancs             | Votes blancs             | Votes blancs             | 123          | 2,73         | 277         | 5,67        |
| Votes nuls               | Votes nuls               | Votes nuls               | Votes nuls               | 102          | 2,26         | 154         | 3,15        |
| Total                    | Total                    | Total                    | Total                    | 4 505        | 100          | 4 883       | 100         |
| Abstention               | Abstention               | Abstention               | Abstention               | 15 624       | 77,62        | 15 261      | 75,76       |
| Inscrits / participation | Inscrits / participation | Inscrits / participation | Inscrits / participation | 20 129       | 21,26        | 20 144      | 24,24       |

### Canton de Pont-Saint-Esprit
| Candidats                | Candidats                | Partis                   | Nuance                   | Premier tour | Premier tour | Second tour | Second tour |
| Candidats                | Candidats                | Partis                   | Nuance                   | Voix         | %            | Voix        | %           |
| ------------------------ | ------------------------ | ------------------------ | ------------------------ | ------------ | ------------ | ----------- | ----------- |
|                          | Carole Bergeri           | DVG                      | UGE                      | 2 781        | 40,40        | 4 019       | 58,18       |
|                          | Christophe Serre         | PS                       | UGE                      | 2 781        | 40,40        | 4 019       | 58,18       |
|                          | Anne-Marie Collard       | RN                       | RN                       | 2 163        | 31,43        | 2 889       | 41,82       |
|                          | Michel Pous              | RN                       | RN                       | 2 163        | 31,43        | 2 889       | 41,82       |
|                          | Catherine Chantry        | DVG                      | DVG                      | 1 141        | 16,58        |             |             |
|                          | Fred Mahler              | DVG                      | DVG                      | 1 141        | 16,58        |             |             |
|                          | Didier Bonneaud          | DVD                      | DVD                      | 798          | 11,59        |             |             |
|                          | Christiane Bremond       | LR                       | DVD                      | 798          | 11,59        |             |             |
|                          |                          |                          |                          |              |              |             |             |
| Suffrages exprimés       | Suffrages exprimés       | Suffrages exprimés       | Suffrages exprimés       | 6 883        | 95,74        | 6 908       | 94,32       |
| Votes blancs             | Votes blancs             | Votes blancs             | Votes blancs             | 196          | 2,73         | 285         | 3,89        |
| Votes nuls               | Votes nuls               | Votes nuls               | Votes nuls               | 110          | 1,53         | 131         | 1,79        |
| Total                    | Total                    | Total                    | Total                    | 7 189        | 100          | 7 324       | 100         |
| Abstention               | Abstention               | Abstention               | Abstention               | 11 995       | 62,53        | 11 864      | 61,83       |
| Inscrits / participation | Inscrits / participation | Inscrits / participation | Inscrits / participation | 19 184       | 37,47        | 19 188      | 38,17       |

### Canton de Quissac
| Candidats                | Candidats                  | Partis                   | Nuance                   | Premier tour | Premier tour | Second tour | Second tour |
| Candidats                | Candidats                  | Partis                   | Nuance                   | Voix         | %            | Voix        | %           |
| ------------------------ | -------------------------- | ------------------------ | ------------------------ | ------------ | ------------ | ----------- | ----------- |
|                          | Olivier Gaillard           | DVG                      | DVG                      | 3 897        | 51,09        | 5 166       | 68,15       |
|                          | Françoise Laurent-Perrigot | PS                       | DVG                      | 3 897        | 51,09        | 5 166       | 68,15       |
|                          | Isabelle Gouleret          | RN                       | RN                       | 2 261        | 29,64        | 2 414       | 31,85       |
|                          | Maxime Jegat               | RN                       | RN                       | 2 261        | 29,64        | 2 414       | 31,85       |
|                          | Pierre Audibert            | DVG                      | DVG                      | 1 470        | 19,27        |             |             |
|                          | Jacqueline Bouvot          | LFI                      | DVG                      | 1 470        | 19,27        |             |             |
|                          |                            |                          |                          |              |              |             |             |
| Suffrages exprimés       | Suffrages exprimés         | Suffrages exprimés       | Suffrages exprimés       | 7 628        | 95,01        | 7 580       | 92,90       |
| Votes blancs             | Votes blancs               | Votes blancs             | Votes blancs             | 248          | 3,09         | 378         | 4,63        |
| Votes nuls               | Votes nuls                 | Votes nuls               | Votes nuls               | 153          | 1,91         | 201         | 2,46        |
| Total                    | Total                      | Total                    | Total                    | 8 029        | 100          | 8 159       | 100         |
| Abstention               | Abstention                 | Abstention               | Abstention               | 12 512       | 60,91        | 12 389      | 60,29       |
| Inscrits / participation | Inscrits / participation   | Inscrits / participation | Inscrits / participation | 20 541       | 39,09        | 20 548      | 39,71       |

### Canton de Redessan
| Candidats                | Candidats                | Partis                   | Nuance                   | Premier tour | Premier tour | Second tour | Second tour |
| Candidats                | Candidats                | Partis                   | Nuance                   | Voix         | %            | Voix        | %           |
| ------------------------ | ------------------------ | ------------------------ | ------------------------ | ------------ | ------------ | ----------- | ----------- |
|                          | Gérard Blanc             | DVD                      | UCD                      | 2 943        | 34,40        | 5 096       | 60,17       |
|                          | Muriel Dherbecourt       | LR                       | UCD                      | 2 943        | 34,40        | 5 096       | 60,17       |
|                          | Pascale Bordes           | RN                       | RN                       | 2 857        | 33,39        | 3 374       | 39,83       |
|                          | Jean-Marie Launay        | RN                       | RN                       | 2 857        | 33,39        | 3 374       | 39,83       |
|                          | Benoît Garrec            | EÉLV                     | UGE                      | 1 548        | 18,09        |             |             |
|                          | Karine Voinchet          | LFI                      | UGE                      | 1 548        | 18,09        |             |             |
|                          | Cécile Arroyas-Piquet    | SE                       | DIV                      | 954          | 11,15        |             |             |
|                          | Bachir Elkhalfi          | SE                       | DIV                      | 954          | 11,15        |             |             |
|                          | Nicole Pasqua            | DLF                      | DSV                      | 254          | 2,97         |             |             |
|                          | Auguste Victoria         | DLF                      | DSV                      | 254          | 2,97         |             |             |
|                          |                          |                          |                          |              |              |             |             |
| Suffrages exprimés       | Suffrages exprimés       | Suffrages exprimés       | Suffrages exprimés       | 8 556        | 96,66        | 8 470       | 93,76       |
| Votes blancs             | Votes blancs             | Votes blancs             | Votes blancs             | 188          | 2,12         | 375         | 4,15        |
| Votes nuls               | Votes nuls               | Votes nuls               | Votes nuls               | 108          | 1,22         | 189         | 2,09        |
| Total                    | Total                    | Total                    | Total                    | 8 852        | 100          | 9 034       | 100         |
| Abstention               | Abstention               | Abstention               | Abstention               | 16 137       | 64,58        | 15 964      | 63,86       |
| Inscrits / participation | Inscrits / participation | Inscrits / participation | Inscrits / participation | 24 989       | 35,42        | 24 998      | 36,14       |

### Canton de Roquemaure
| Candidats                | Candidats                | Partis                   | Nuance                   | Premier tour | Premier tour | Second tour | Second tour |
| Candidats                | Candidats                | Partis                   | Nuance                   | Voix         | %            | Voix        | %           |
| ------------------------ | ------------------------ | ------------------------ | ------------------------ | ------------ | ------------ | ----------- | ----------- |
|                          | Magali Guillot           | RN                       | RN                       | 1 992        | 31,78        | 2 716       | 42,14       |
|                          | Rudy Martin              | RN                       | RN                       | 1 992        | 31,78        | 2 716       | 42,14       |
|                          | Nathalie Nury            | PS                       | UGE                      | 1 958        | 31,24        | 3 729       | 57,86       |
|                          | Patrick Scorsone         | PRG                      | UGE                      | 1 958        | 31,24        | 3 729       | 57,86       |
|                          | Véronique Herbé          | DVG                      | DIV                      | 1 491        | 23,79        |             |             |
|                          | Philippe Pecout          | LREM                     | DIV                      | 1 491        | 23,79        |             |             |
|                          | Céline Alcade            | DVD                      | DVD                      | 827          | 13,19        |             |             |
|                          | Xavier Ternisien         | DVD                      | DVD                      | 827          | 13,19        |             |             |
|                          |                          |                          |                          |              |              |             |             |
| Suffrages exprimés       | Suffrages exprimés       | Suffrages exprimés       | Suffrages exprimés       | 6 268        | 95,75        | 6 445       | 94,14       |
| Votes blancs             | Votes blancs             | Votes blancs             | Votes blancs             | 161          | 2,46         | 241         | 3,52        |
| Votes nuls               | Votes nuls               | Votes nuls               | Votes nuls               | 117          | 1,79         | 160         | 2,34        |
| Total                    | Total                    | Total                    | Total                    | 6 546        | 100          | 6 846       | 100         |
| Abstention               | Abstention               | Abstention               | Abstention               | 13 176       | 66,81        | 12 882      | 65,30       |
| Inscrits / participation | Inscrits / participation | Inscrits / participation | Inscrits / participation | 19 722       | 33,19        | 19 728      | 34,70       |

### Canton de Rousson
| Candidats                | Candidats                | Partis                   | Nuance                   | Premier tour | Premier tour | Second tour | Second tour |
| Candidats                | Candidats                | Partis                   | Nuance                   | Voix         | %            | Voix        | %           |
| ------------------------ | ------------------------ | ------------------------ | ------------------------ | ------------ | ------------ | ----------- | ----------- |
|                          | Ghislain Chassary        | PCF                      | UGE                      | 4 964        | 65,48        | 5 501       | 66,22       |
|                          | Cathy Chaulet            | PCF                      | UGE                      | 4 964        | 65,48        | 5 501       | 66,22       |
|                          | Denis Bouin              | RN                       | RN                       | 2 617        | 34,52        | 2 806       | 33,78       |
|                          | Michèle Lebastard        | RN                       | RN                       | 2 617        | 34,52        | 2 806       | 33,78       |
|                          |                          |                          |                          |              |              |             |             |
| Suffrages exprimés       | Suffrages exprimés       | Suffrages exprimés       | Suffrages exprimés       | 7 581        | 92,47        | 8 307       | 93,73       |
| Votes blancs             | Votes blancs             | Votes blancs             | Votes blancs             | 420          | 5,12         | 371         | 4,19        |
| Votes nuls               | Votes nuls               | Votes nuls               | Votes nuls               | 197          | 2,40         | 185         | 2,09        |
| Total                    | Total                    | Total                    | Total                    | 8 198        | 100          | 8 863       | 100         |
| Abstention               | Abstention               | Abstention               | Abstention               | 16 230       | 66,44        | 15 571      | 63,73       |
| Inscrits / participation | Inscrits / participation | Inscrits / participation | Inscrits / participation | 24 428       | 33,56        | 24 434      | 36,27       |

### Canton de Saint-Gilles
| Candidats                | Candidats                | Partis                   | Nuance                   | Premier tour | Premier tour | Second tour | Second tour |
| Candidats                | Candidats                | Partis                   | Nuance                   | Voix         | %            | Voix        | %           |
| ------------------------ | ------------------------ | ------------------------ | ------------------------ | ------------ | ------------ | ----------- | ----------- |
|                          | Huguette Sartre          | UDI                      | UCD                      | 3 594        | 41,68        | 5 422       | 63,11       |
|                          | Eddy Valadier            | LR                       | UCD                      | 3 594        | 41,68        | 5 422       | 63,11       |
|                          | Isabelle Durand-Martin   | RN                       | RN                       | 2 916        | 33,82        | 3 170       | 36,89       |
|                          | Christophe Lefèvre       | RN                       | RN                       | 2 916        | 33,82        | 3 170       | 36,89       |
|                          | Paul Gabriel             | PS                       | UGE                      | 1 692        | 19,62        |             |             |
|                          | Nelly Quarez             | DVG                      | UGE                      | 1 692        | 19,62        |             |             |
|                          | Sophie Lajois            | ÉCO                      | ECO                      | 421          | 4,88         |             |             |
|                          | Bernard Poujol           | CÉ                       | ECO                      | 421          | 4,88         |             |             |
|                          |                          |                          |                          |              |              |             |             |
| Suffrages exprimés       | Suffrages exprimés       | Suffrages exprimés       | Suffrages exprimés       | 8 623        | 96,23        | 8 592       | 92,05       |
| Votes blancs             | Votes blancs             | Votes blancs             | Votes blancs             | 212          | 2,37         | 462         | 4,95        |
| Votes nuls               | Votes nuls               | Votes nuls               | Votes nuls               | 126          | 1,41         | 280         | 3,00        |
| Total                    | Total                    | Total                    | Total                    | 8 961        | 100          | 9 334       | 100         |
| Abstention               | Abstention               | Abstention               | Abstention               | 17 819       | 66,54        | 17 464      | 65,17       |
| Inscrits / participation | Inscrits / participation | Inscrits / participation | Inscrits / participation | 26 780       | 33,46        | 26 798      | 34,83       |

### Canton d'Uzès
| Candidats                | Candidats                  | Partis                   | Nuance                   | Premier tour | Premier tour | Second tour | Second tour |
| Candidats                | Candidats                  | Partis                   | Nuance                   | Voix         | %            | Voix        | %           |
| ------------------------ | -------------------------- | ------------------------ | ------------------------ | ------------ | ------------ | ----------- | ----------- |
|                          | Denis Bouad                | PS                       | UGE                      | 3 923        | 45,72        | 5 787       | 67,28       |
|                          | Bérengère Noguier          | EÉLV                     | UGE                      | 3 923        | 45,72        | 5 787       | 67,28       |
|                          | Patrice Adam               | RN                       | RN                       | 2 263        | 26,38        | 2 815       | 32,72       |
|                          | Mireille Ribanier          | RN                       | RN                       | 2 263        | 26,38        | 2 815       | 32,72       |
|                          | Jérome Maurin              | LREM                     | REM                      | 1 224        | 14,27        |             |             |
|                          | Nathalie Rayssiguier       | LREM                     | REM                      | 1 224        | 14,27        |             |             |
|                          | Frédérique Bonnefoy-Suavet | LR                       | UCD                      | 1 170        | 13,64        |             |             |
|                          | Jacques Caunan             | LR                       | UCD                      | 1 170        | 13,64        |             |             |
|                          |                            |                          |                          |              |              |             |             |
| Suffrages exprimés       | Suffrages exprimés         | Suffrages exprimés       | Suffrages exprimés       | 8 580        | 95,34        | 8 602       | 93,53       |
| Votes blancs             | Votes blancs               | Votes blancs             | Votes blancs             | 271          | 3,01         | 347         | 3,77        |
| Votes nuls               | Votes nuls                 | Votes nuls               | Votes nuls               | 148          | 1,64         | 248         | 2,70        |
| Total                    | Total                      | Total                    | Total                    | 8 999        | 100          | 9 197       | 100         |
| Abstention               | Abstention                 | Abstention               | Abstention               | 16 604       | 64,85        | 16 407      | 64,08       |
| Inscrits / participation | Inscrits / participation   | Inscrits / participation | Inscrits / participation | 25 603       | 35,15        | 25 604      | 35,92       |

### Canton de Vauvert
| Candidats                | Candidats                  | Partis                   | Nuance                   | Premier tour | Premier tour | Second tour | Second tour |
| Candidats                | Candidats                  | Partis                   | Nuance                   | Voix         | %            | Voix        | %           |
| ------------------------ | -------------------------- | ------------------------ | ------------------------ | ------------ | ------------ | ----------- | ----------- |
|                          | Carole Calba-Schwartz      | RN                       | RN                       | 4 514        | 46,45        | 5 307       | 48,95       |
|                          | Nicolas Meizonnet,         | RN                       | RN                       | 4 514        | 46,45        | 5 307       | 48,95       |
|                          | Pascale Fortunat-Deschamps | DVG                      | UGE                      | 4 075        | 41,93        | 5 535       | 51,05       |
|                          | Bruno Pascal               | PS                       | UGE                      | 4 075        | 41,93        | 5 535       | 51,05       |
|                          | Thomas Dumont              | LR                       | LR                       | 1 129        | 11,62        |             |             |
|                          | Houda Guétari              | DVD                      | LR                       | 1 129        | 11,62        |             |             |
|                          |                            |                          |                          |              |              |             |             |
| Suffrages exprimés       | Suffrages exprimés         | Suffrages exprimés       | Suffrages exprimés       | 9 718        | 95,04        | 10 842      | 95,63       |
| Votes blancs             | Votes blancs               | Votes blancs             | Votes blancs             | 318          | 3,11         | 283         | 2,50        |
| Votes nuls               | Votes nuls                 | Votes nuls               | Votes nuls               | 189          | 1,85         | 213         | 1,88        |
| Total                    | Total                      | Total                    | Total                    | 10 225       | 100          | 11 338      | 100         |
| Abstention               | Abstention                 | Abstention               | Abstention               | 20 135       | 66,32        | 19 024      | 62,66       |
| Inscrits / participation | Inscrits / participation   | Inscrits / participation | Inscrits / participation | 30 360       | 33,68        | 30 362      | 37,34       |

### Canton du Vigan
| Candidats                | Candidats                | Partis                   | Nuance                   | Premier tour | Premier tour |
| Candidats                | Candidats                | Partis                   | Nuance                   | Voix         | %            |
| ------------------------ | ------------------------ | ------------------------ | ------------------------ | ------------ | ------------ |
|                          | Martin Delord            | DVG                      | DVG                      | 5 646        | 76,01        |
|                          | Hélène Meunier           | DVG                      | DVG                      | 5 646        | 76,01        |
|                          | Bernard Monréal          | RN                       | RN                       | 1 782        | 23,99        |
|                          | Chantal Ostanel          | RN                       | RN                       | 1 782        | 23,99        |
|                          |                          |                          |                          |              |              |
| Suffrages exprimés       | Suffrages exprimés       | Suffrages exprimés       | Suffrages exprimés       | 7 428        | 38,83        |
| Votes blancs             | Votes blancs             | Votes blancs             | Votes blancs             | 324          | 1,69         |
| Votes nuls               | Votes nuls               | Votes nuls               | Votes nuls               | 214          | 1,12         |
| Total                    | Total                    | Total                    | Total                    | 7 966        | 100          |
| Abstention               | Abstention               | Abstention               | Abstention               | 11 163       | 58,36        |
| Inscrits / participation | Inscrits / participation | Inscrits / participation | Inscrits / participation | 19 129       | 41,64        |

### Canton de Villeneuve-lès-Avignon
| Candidats                | Candidats                | Partis                   | Nuance                   | Premier tour | Premier tour | Second tour | Second tour |
| Candidats                | Candidats                | Partis                   | Nuance                   | Voix         | %            | Voix        | %           |
| ------------------------ | ------------------------ | ------------------------ | ------------------------ | ------------ | ------------ | ----------- | ----------- |
|                          | Rémy Bachevalier         | DVD                      | UCD                      | 5 091        | 52,65        | 6 847       | 71,49       |
|                          | Pascale Bories           | LR                       | UCD                      | 5 091        | 52,65        | 6 847       | 71,49       |
|                          | Alain Coste              | RN                       | RN                       | 2 567        | 26,55        | 2 730       | 28,51       |
|                          | Catherine Dellong-Meng   | RN                       | RN                       | 2 567        | 26,55        | 2 730       | 28,51       |
|                          | Morgan Buisson           | EÉLV                     | UGE                      | 2 012        | 20,81        |             |             |
|                          | Geneviève Lepage         | LFI                      | UGE                      | 2 012        | 20,81        |             |             |
|                          |                          |                          |                          |              |              |             |             |
| Suffrages exprimés       | Suffrages exprimés       | Suffrages exprimés       | Suffrages exprimés       | 9 670        | 96,57        | 9 577       | 92,76       |
| Votes blancs             | Votes blancs             | Votes blancs             | Votes blancs             | 215          | 2,15         | 501         | 4,85        |
| Votes nuls               | Votes nuls               | Votes nuls               | Votes nuls               | 128          | 1,28         | 247         | 2,39        |
| Total                    | Total                    | Total                    | Total                    | 10 013       | 100          | 10 325      | 100         |
| Abstention               | Abstention               | Abstention               | Abstention               | 17 800       | 64,00        | 17 491      | 62,88       |
| Inscrits / participation | Inscrits / participation | Inscrits / participation | Inscrits / participation | 27 813       | 36,00        | 27 816      | 37,12       |